# Germanes Mirabal
Les germanes Mirabal eren tres opositores al règim del dictador dominicà Trujillo. El 25 de novembre de 1960, quan es traslladaven a veure els seus marits a la presó on els tenien reclosos per activisme polític, agents de Trujillo van provocar un accident mortal. Es deien Patria, Minerva i María Teresa, havien nascut a la regió de Cibas, a la República Dominicana, eren filles d'Enrique Mirabal i Maria Mercedes Reyes (Chea) i tenien 36, 33 i 25 anys respectivament.
En homenatge d'aquestes tres dones lluitadores, el 19 d'octubre de 1999, les Nacions Unides van instituir el Dia internacional per a l'eliminació de la violència contra les dones a proposta de la República Dominicana i amb el suport de 60 països.

## Història
Les germanes eren quatre: Minerva i María Teresa, les més activistes; i Patria i Dedé, menys implicades en la lluita política. Les dues primeres van ser empresonades juntament amb els marits, acusades de pertinença al Moviment Revolucionari 14 de Juny, moviment clandestí contrari al règim de Trujillo. Elles de seguida van sortir-ne, i ràpidament van implicar-se en l'enderrocament del règim, moment en què s'hi afegeix la tercera germana, Patria. Se les coneixia dins de l'agrupació com Les Papallones i de seguida van encapçalar-la, en especial Minerva, que s'implicà en la planificació de les guerrilles per acabar amb la dictadura.
Va ser per això que Trujillo va ordenar el seu brutal assassinat a uns sicaris simulant un accident de cotxe, encàrrec que es va dur a terme el 25 de novembre de 1960. Malgrat que el dictador se sentís satisfet d'eliminar-les del mapa, això va produir un efecte contrari en la població, que va enfortir el seu rebuig cap a la dictadura. Les figures de les germanes Mirabal i els seus ideals van guanyar més notorietat i això va propiciar que el dictador fos assassinat el maig del 1961, fet que va acabar amb el seu règim. Els sicaris de les germanes Mirabal van ser jutjats el 1962.
El cas de les germanes Mirabal és un exemple de terrorisme d'estat i de violència contra les dones. Però, a més, és una mostra de lluita política antisistema desenvolupada per dones.

## Llegat
Les germanes Mirabal s'han convertit en una important icona al seu país.
- La casa on van viure a Ojo de Agua (Salcedo) és avui en dia un museu en el seu honor, on es guarden totes les seves pertinences.
- L'escriptora Julia Álvarez va escriure la novel·la En el tiempo de las mariposas, basada en la seva figura.
- Una de les estacions del metro de Santo Domingo porta el seu nom
- L'any 2007 es va emetre un bitllet de 200 pesos en el seu honor

## Filmografia relacionada
| Any  | Títol                         | Director(a)     | Notes              |
| ---- | ----------------------------- | --------------- | ------------------ |
| 2001 | En el tiempo de las mariposas | Mariano Barroso | sèrie de televisió |
| 2007 | Oriundos de la noche          | Javier Balaguer | documental         |
| 2008 | Crimen                        | Etzel Báez      | pel·lícula         |
| 2009 | Codename: Butterflies         | Cecilia Domeyko | documental         |
| 2010 | Trópico de sangre             | Juan Delancer   | pel·lícula         |